# Миграция животных

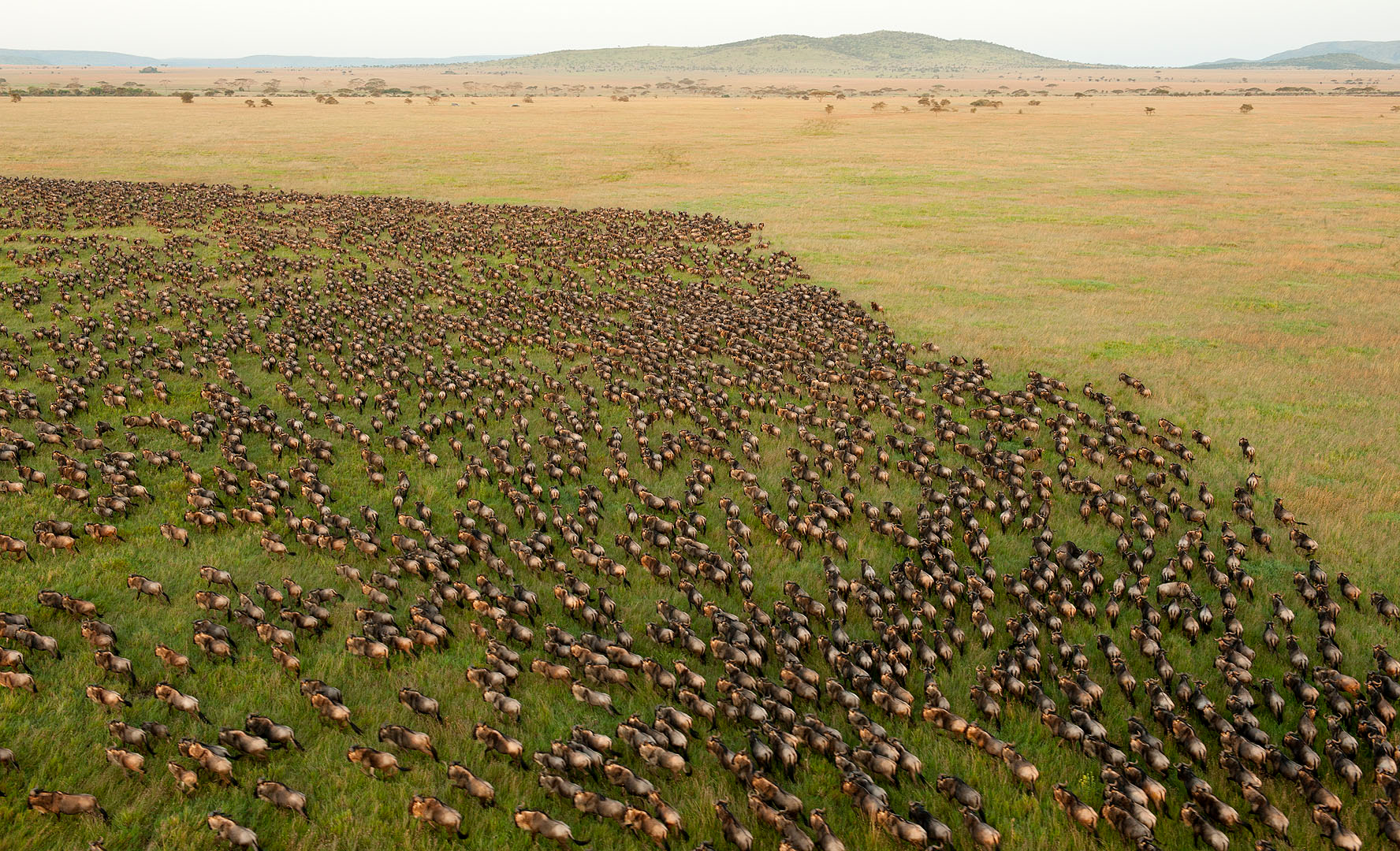
Миграция голубых гну в национальном парке Серенгети

Миграция животных (от лат. migratio — переселение) — закономерное передвижение животных между значительно отличными местами расселения, иногда связанное с преодолением значительных расстояний. 

## Причины и особенности
Миграции могут быть вызваны разнообразными причинами, например, в связи с изменениями среды обитания и потребностью организмов сохранить привычные условия, или с изменением потребностей животных при смене периодов их развития — онтогенетическая миграция. Наиболее известны и изучены регулярные перемещения популяций животных, в ходе которого особи из одной области обитания периодически перемещаются в другую, но затем возвращаются обратно. Спорадические, или нерегулярные, массовые переселения оседлых животных чаще всего вызываются сильным, а порой катастрофическим, ухудшением условий обитания (наводнение, пожар, засуха или перенаселение), часто носят хаотичный характер и могут заканчиваться массовой гибелью.
Миграции наиболее распространены у птиц (перелёты птиц) и рыб (например, миграции проходных рыб, таких как тихоокеанский лосось). У зверей миграции изучены меньше, так как они ведут более скрытный образ жизни. Примеры миграций у животных — миграция северных оленей из тундры в лесотундру с наступлением зимы, она вызвана нехваткой и трудностями добычи корма в занесенной снегом тундре. Миграции животных имеют ярко выраженный приспособительный (адаптивный) характер и возникли в процессе эволюции у самых разных видов.

## Типы миграций
Миграции можно разделить на активные (животные передвигаются сами) и пассивные (животные перемещаются на льдах или несутся водой). Активные миграции можно разделить по временным интервалам, в которые они происходят:
- Сезонная миграция — перемещение животных в разные времена года.
- Периодическая миграция — перемещение животных в другие, но чёткие сроки.
- Непериодическая миграция — передвижение животных в беспорядке, как получится.

Как пример сезонной миграции можно привести перемещения микроскопических животных из глубинной части озёр на мелководья, связанные с изменениями температуры воды, и миграцию китов, которые осенью плывут из приполярных районов в субтропики, где появляются на свет их детёныши, а в конце весны возвращаются обратно в холодные воды.
Непериодическая миграция — такие миграции случаются у белок, полевок, хомяков, северных оленей и леммингов.
Периодическая миграция — миграции перелетных птиц с мест гнездовий в область зимовок и обратно.